# Razak Omotoyossi
Razak Omotoyossi (Lagos, 8 de outubro de 1985 – 19 de agosto de 2025) foi um futebolista nigeriano naturalizado beninense.

## Carreira

### Início de carreira
Nascido em Lagos, Nigéria, Razak começou sua carreira em 2003, no Sunshine Stars, equipe de seu país natal mas foi logo banido por um período de cinco anos pela Federação Nigeriana de Futebol por agredir um árbitro durante uma partida entre seu clube, Sunshine Stars e os visitantes Enyimba. No entanto, evidencias gravadas em videos mostraram que Omotoyossi não estava perto do árbitro quando a agressão ocorreu e então seu banimento foi suspenso. Nesse período, Razak já tinha começado a jogar no país vizinho, Benin. Mais tarde ele trocou sua cidadania nigeriana por beninense e começou a jogar profissionalmente no país pelo JS Pobè.

### FC Sheriff
Omotoyossi assinou com o time da Moldávia FC Sheriff em Novembro de 2005.
No dia 26 de Julho de 2006 ele  marcou um gol aos 92 minutos de jogo, empatando o jogo entre Sheriff e Spartak Moscow pela segunda rodada classificatória para a Liga dos Campeões da UEFA de 2006-07.

### Helsingborg
Omotoyossi assinou com o Helsingborgs IF no verão de 2007. Junto com atacante Henrik Larsson, Omotoyossi terminou a temporada de 2007 como um dos principais artilheiros do time, tendo marcado 14 gols em 23 partidas.
Na Copa da UEFA da temporada 2007-08, Razak marcou duas vezes nas duas primeiras rodadas classificatórias. Seu primeiro gol veio no primeiro tempo na primeiro rodada de classificação, em uma vitória sobre o Narva Trans, time estoniano no dia 19 de Julho de 2007. Seu segundo gol veio durante o segunda tempo, na vitória de 3-0 sobre o time irlandês Drogheda United. Mais tarde, ele marcou mais quatro gols durante a fase de grupos, deixando o Helsingborg terminar em segundo lugar no grupo H. Omotoyossi marcou seis gols em seis partidas, (3 gols contra o Heereveen da Holanda, 2 contra o Austria Vienna e 1 contra o gigante turco Galatasaray) fazendo dele, junto com seu colega de equipe Henrik Larsson e Luca Toni do Bayern de Munich, um dos maiores artilheiros da temporada. Os seus seis gols foram críticos para a classificação do Helsingborgs para a fase final da Copa da UEFA. Com seis gols em oito jogos, Omotoyossi terminou como o quarto maior goleador do torneio. Apesar de ser o principal goleador do clube, Omotoyossi não estava feliz no clube e participou de diversas situações desagradáveis. Um dos momentos mais memoráveis foi quando ele ficou nervoso por ter sido substituído em um jogo, falando ao final da partida para os repórteres que aquele tinha sido seu ultimo jogo pelo time e mas tarde tendo sido forçado a pedir desculpas para o time inteiro.
Ele também apareceu naquele ano na revista esportiva italiana Guerin Sportivo como uma das 50 estrelas para um futuro próximo. Essa reportagem chamou a atenção do clube holandês SC Heerenveen, e começaram os rumores de que o clube estava interessado no jogador como um substituto para o jogador brasileiro Afonso Alves. Depois da janela de transferências de janeiro ser fechada, foi revelado que Omotoyossi havia rejeitado uma proposta para jogar no FC Groningen, uma oferta que valeria em torno dos dois milhões e meio de dolares.

### Al-Nassr
Em julho de 2008 Omotoyossi assina com o Al-Nassr da Arábia Saudita por $ 3 milhões. Teve vida curta no clube, onde apareceu em apenas 9 jogos, marcando quatro gols na temporada 2008–09, onde o Al-Nassr terminou em quinto lugar no Campeonato Saudita de Futebol.

### Metz
Em 9 de Junho de 2009, Omotoyoissi assina um contrato de trés anos com o time da segunda divisão francesa (Ligue 2) Metz. Marca duas vezes como jogador principal em oito partidas e quatorze vezes como substituto. O Metz termina em quarto lugar na temporada 2009-2010, perdendo assim a promoção para a primeira divisão do campeonato francês (Ligue 1).

### GAIS
No dia 30 de março de 2011, o time sueco GAIS confirma que Razak assinou um contrato de curto período com o time, durando até Julho do mesmo ano.

### Syrianska FC
Em 21 de Julho de 2011, Omotoyossi assina um contrato de curta duração com o Syrianska FC, onde jogou apenas cinco partidas antes de ir para o time egípcio Zamalek.

### Zamalek SC
Em 15 de Setembro de 2011, Omotoyossi assina um contrato de trés anos com o time egípcio Zamalek Sporting Club, em um acordo de $ 150 000. Ele faz sua partida de estreia com o clube em um jogo da liga egípcia contra o El-Entag El-Harby.

## Seleção
Com a cidadania beninense alcançada em 2003, Omotoyossi recebeu sua primeira convocação para atuar pelo país que o acolheu no ano seguinte. Até a sua morte, foi uma das peças-chave da Seleção de Benin, que disputou duas edições da Copa das Nações Africanas.